# Casablanca-Settat
Casablanca-Settat (arabisk: الدار البيضاء - سطات, Addar Albayḍa 'Sṭṭat; berbisk: ⴰⵏⴼⴰ - ⵙⵟⵟⴰⵜ, Anfa - Sṭṭat) er en af de tolv administrative regioner i Marokko . Den dækker et område på 20.166 km² og havde ved den marokkanske folketælling i 2014, en befolkning på 6.861.739 mennesker, hvoraf 69% boede i byområder. Regionens hovedstad er Casablanca. 

## Geografi
Casablanca-Settat ligger ved Atlanterhavskysten, og grænser op til regionerne i Rabat-Salé-Kénitra mod nordøst, Béni Mellal-Khénifra i sydøst og Marrakesh-Safi mod syd. En del af grænsen til Marrakesh-Safi følger floden Oum Er-Rbia, der løber mod nordvest og ud i Atlanterhavet ved Azemmour. Floden deler regionen i to sletter, Doukkala i vest og Chaouia i øst. Flere reservoirer leverer vand til regionen, herunder Al Massira-dæmningen der opstemmer Oum Er-Rbia og et på Oued Mellah syd for Mohammedia. 

## Historie
Casablanca-Settat blev oprettet i september 2015 ved at fusionere Grand Casablanca med provinserne El Jadida og Sidi Bennour i Doukkala-Abda-regionen og provinserne Benslimane, Berrechid og Settat i Chaouia-Ouardigha- regionen. 

## Regering
Mustapha Bakkoury, medlem af partiet Authenticity and Modernity, blev valgt som den første præsident for Casablanca-Settats regionale råd den 14. september 2015.  Khalid Safir blev udnævnt til guvernør ( wali ) i regionen den 13. oktober 2015. Han blev efterfulgt af Abdelkébir Zahoud i 2017. 

### Inddeling
Casablanca-Settat består af to præfekturer og syv provinser: 
- Benslimane (provins)
- Berrechid (provins)
- Casablanca (præfektur)
- El Jadida (provins)
- Médiouna (provins)
- Mohammadia (præfektur)
- Nouaceur (provins)
- Settat (provins)
- Sidi Bennour (provins)

## Økonomi
Casablanca-Settat havde i 2013 et bruttonationalprodukt på 290 mia. Marokkanske dirham og tegnede sig for 32% af Marokkos BNP og rangerede i toppen blandt marokkanske regioner.  Dens økonomi er primært baseret på serviceerhverv og industri. Derudover er Doukkala-området i vest kendt for sin landbrugsproduktion.

## Infrastruktur
Motorvejene A3, A5, og A7 forbinder Casablanca med Rabat, Safi  (via El Jadida ), og Marrakesh (via Berrechid og Settat ). Der er også en motorvej, der går fra Berrechid til Beni Mellal . Jernbaner forbinder regionen med Marrakesh mod syd, Oued Zem mod sydøst og Rabat og andre marokkanske byer mod nordøst.  Havnene i Casablanca, Jorf Lasfar og Mohammedia blev landets næststørste efter tonnage i 2014. Mohammed V International Airport, der ligger 20 km syd for Casablanca i Nouaceur-provinsen, er Marokkos travleste lufthavn, der håndterede næsten otte millioner passagerer i 2014. Landets eneste olieraffinaderi i Mohammedia blev lukket ned i august 2015.